# Tau1 Gruis b
Tau1 Gruis b (HD 216435 b, HR 8700 b) – planeta pozasłoneczna typu gazowy olbrzym znajdująca się w gwiazdozbiorze Żurawia, oddalona o około 109 lat świetlnych od Ziemi. Krąży wokół gwiazdy Tau1 Gruis w średniej odległości ok. 2,56 au. Masa planety wynosi co najmniej 1,26 masy Jowisza. Planeta ta została odkryta w 2002 metodą pomiarów zmian prędkości radialnej gwiazdy.